# Klippan Yllefabrik
Klippan Yllefabrik AB är ett svenskt familjeägt företag som är specialiserat på att tillverka produkter av ull, främst plädar och filtar.
All tillverkning i de egna fabrikerna i Lettland som sysselsätter cirka 190 personer. I Klippan finns huvudkontor, design, marknadsföring och distribution och här arbetar omkring 30 personer. Över 70 procent av produktionen säljs till länder utanför Sverige och Lettland.
Företaget har designsamarbeten med Birgitta Bengtsson, Kristina Lindqvist, Lotta Glave, Bengt Lindberg, Chiqui Mathson, The William Morris Society och Akira Minagawa.

## Historia
Företaget grundades 1868 utanför Klippan i Skåne som ett litet vattenkraftsdrivet spinneri. Efter att ha brunnit ner två gånger flyttades företaget till den plats i centrala Klippan där huvudkontor och lager fortfarande finns. Efter en konkurs 1882 köptes företaget upp av spinnmästaren Jöns Petter Magnusson och har sedan dess ägts och drivits av honom och hans ättlingar. I dag är det den femte generationen i rakt nedstigande led som driver företaget vidare.
Verksamheten var från början inriktad på lönspinning av ull som lämnades in av traktens fårägande bönder men eftersom husbehovsslöjden började minska i början av 1900-talet, sökte man nya områden. Lösningen blev att man anlade ett färgeri och började erbjuda sina kunder färgade garner. Ungefär samtidigt hade hemslöjdsrörelsen börjat växa fram. Den syftade till att bevara det gamla hantverket till kommande generationer och hemslöjdsaffärer öppnades över hela landet. Klippan Yllefabrik kom att bli huvudleverantör av garner till hemslöjden och fick på så sätt en landsomfattande kundkrets som kom att bli stommen i företagets försäljning i flera decennier. Nästa steg i utvecklingen togs under 1950-talet, då man även började sälja garn till textilindustrin, främst för användning i mattor och möbeltyger. Härigenom kom spinneriets produktion att öka kraftigt. Som mest tillverkade man 600 000 kg garn/år i slutet av 1970-talet och hade närmare 100 anställda.

### Textilkrisen i Sverige
1980-talet kom att bjuda på stora svårigheter.  Marknaden i Sverige för alla typer av garn minskade drastiskt samtidigt som kostnaderna för svensk textilproduktion inte längre var konkurrenskraftiga. Företaget tvingades till flera stora neddragningar och hotet om nedläggning var påtagligt. Lösningen blev att man 1992 fick kontakt med ett spinneri och väveri i Lettland vars specialitet var att väva filtar och plädar i ull. Ett samarbete inleddes och efter några år köpte Klippan Yllefabrik AB upp det lettiska företaget som blev ett helägt dotterbolag - Klippan-Saule. Plädar i stället för garn blev nu huvudprodukten. .